# بنجامين فرانكلين غوردون
بنجامين فرانكلين غوردون (بالإنجليزية: Benjamin Franklin Gordon)‏ هو عسكري أمريكي، ولد في 18 مايو 1826 في مقاطعة هنري في الولايات المتحدة، وتوفي في 22 سبتمبر 1866 في ويفرلي في الولايات المتحدة.